# Am Römerturm 3

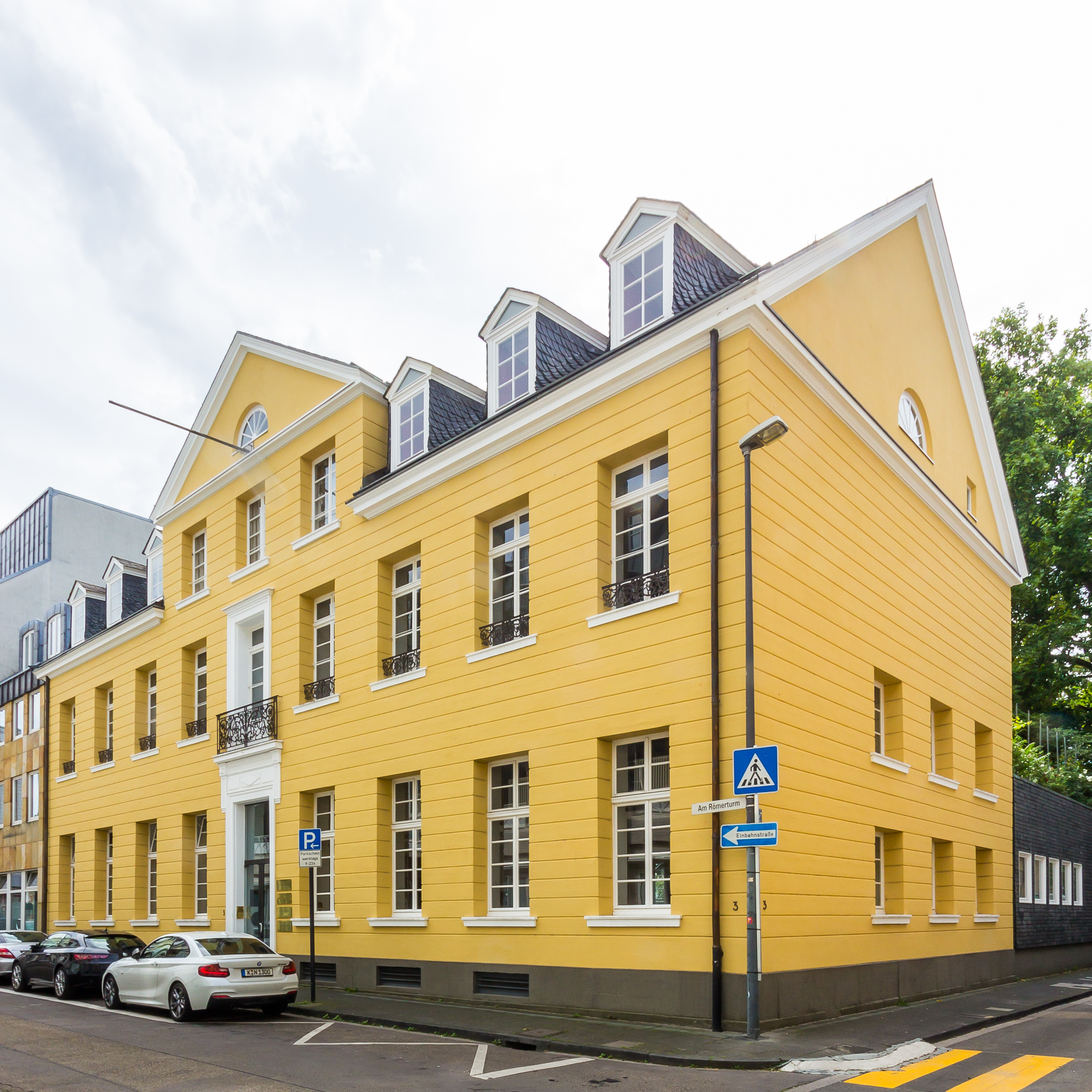
Haus Am Römerturm 3 (Foto 2017)

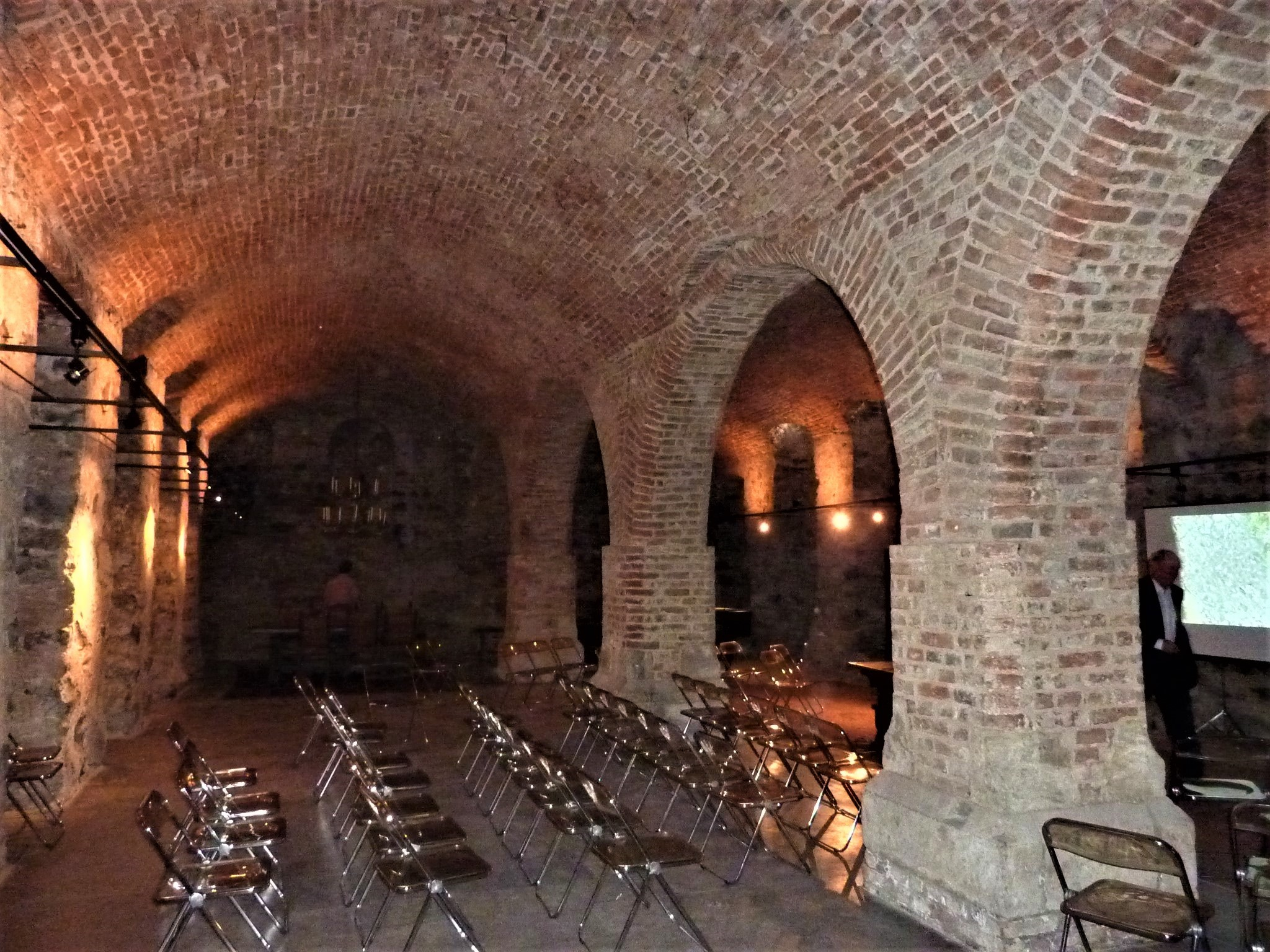
Mittelalterliches Kellergewölbe

Das Wohnhaus Am Römerturm 3 ist ein denkmalgeschütztes Gebäude in der Kölner Altstadt.

## Geschichte
Die Geschichte des Hauses Am Römerturm 3 reicht zurück bis zu Anfang des 13. Jahrhunderts. Richolf Parfuse, zeitweiliger Bürgermeister und einer der wichtigsten Männer Kölns, erwarb im Bereich der Nordwest-Ecke der einstigen römischen Stadtmauer, direkt am sogenannten Römerturm einige Grundstücke und ließ auf diesen den Parfusenhof errichten. Im Jahre 1265 veräußerten sein Sohn Werner und dessen Frau Gertrud den Hof an Graf Wilhelm IV. von Jülich und dessen Gattin Richardis, wodurch er zu einer fürstlichen Niederlassung innerhalb der Stadtmauer wurde. 1268 kommt es jedoch zu seiner Zerstörung während der Auseinandersetzung zwischen den Overstolzen und den „Weisen“. Richardis von Jülich stiftete in der Folge testamentarisch das Gelände mit den überkommenen Gebäuderesten zur Errichtung eines Klosters. Nach einer ersten Herrichtung der Aufbauten kommt es im Jahre 1306 zur Einrichtung des Klarissenklosters Sankt Clara, das bis zu seiner Aufhebung im Rahmen der Säkularisation im Jahre 1802 bestand. Das Kloster wurde unter der französischen Verwaltung als Domanial-Gut zunächst verpachtet und im Jahre 1808 an einen aus Krefeld stammenden Seidenfabrikanten veräußert (NN Riedel). Bereits 1804 kam es zur Niederlegung der an der nördlichen Römermauer gelegenen Klosterkirche. Riedel fallierte jedoch bereits 1809, wodurch es zur erneuten Versteigerung kam. Neuer Eigentümer wurde noch im selben Jahr der Kölner Advokat Johann Baptist Balthasar Kraemer. Ein Jahr darauf wurden weitere Gebäudeteile niedergelegt, bevor der „Waaren-Makler“ Joseph Mahlberg in Gemeinschaft mit dem Kaufmann Ludwig Joseph Sugg neue Besitzer wurden. Auf sie folgte im Jahre 1819 der Generalstaatsanwalt am Königlichen Appellationsgerichtshof, Johann Gottfried Alexander Maria Hubert (von) Sandt (1786–1839), der in der Folge umfangreiche Erneuerungen und Erweiterungen vornahm. So ließ er unter anderem in den Jahren 1820 bis 1822, möglicherweise nach einem Entwurf des Regierungs- und Baurats Johann Martin Schauss (1775–um 1847) das heutige Wohnhaus Am Römerturm 3 umbauen und im klassizistischen Stil herrichten sowie 1833/34 den sogenannten Römerturm zu einem dreistöckigen Wohnhaus mit Büro aufstocken. Nach dem Tod von Sandts kommt es im Jahr 1840 zur Versteigerung des gesamten Areals. In der Frühzeit der Grundstücksspekulation innerhalb der Kölner Altstadt entstanden die Helenenstraße und die Straße Am Römerturm auf dem Gelände, wobei noch bis zum Jahr 1869 weitere ehemalige Wirtschaftsgebäude des Klosters stehen blieben.
Das im Zuge einer ersten Aufparzellierung im Jahre 1840 gebildete Hausgrundstück Am Römerturm 7 (heute 3) umfasste neben dem Haus selbst einen dahintergelegenen Garten bzw. Parkbereich, der in weiten Teilen im heutigen Spielplatz aufgegangen ist. Folgeeigentümer der Familie von Sandt wurde 1840 zunächst der Elberfelder Kaufmann Gustav Friedrich Esch und dessen Ehefrau Emilie geb. Uellenberg. Bis zu seinem Umzug an den Römerturm betrieb Esch an der Adresse Unter Sachsenhausen 39 als Teilhaber der Firma „Bucherer et Esch“ eine Baumwollspinnerei. Nach dem Scheitern der Ehe ging die Liegenschaft an Emilie Esch (1849) und von dieser 1852 an den Rentner Heinrich Schultz über. Dessen Witwe Caroline Schultz, geb. Rumpel, erwarb 1879 bzw. 1880 die Nachbarhäuser Am Römerturm 3 und 5 und ließ sie hinsichtlich ihrer Fassadenausgestaltung überformen, wodurch in Verbindung mit dem Haupthaus ein einheitliches Bild geschaffen wurde. Sie lebte dort gemeinsam mit der Familie ihrer Tochter Lina und ihres Schwiegersohnes Otto Welter.
Im Jahr 1919 erwarb schließlich das im selben Jahr gegründete Privatbankhaus „Delbrück von der Heydt & Co.“ die Immobilie und richtete in dieser nach vorausgegangenen Umbauten ihre Geschäftsräume ein (siehe Kölner Bankwesen). Nach der Zerstörung während des Zweiten Weltkriegs durch Brandbomben war nur noch das aufgehende Mauerwerk und der darunter liegende Gewölbekeller weitgehend intakt. Delbrück & Co. veräußerten die Ruine 1952 an die KG Großpeter, Lindemann & Co., Steinzeugwerke in Frechen-Großkönigsdorf, die nach Entwürfen der Architekten Borgard & Volmer, Köln-Ehrenfeld einen Neubau vorsahen. Im Jahr 1954 erwarb jedoch die Stadt Köln das Grundstück, da es Planungen gab, darauf unter Einbeziehung angrenzender Trümmergrundstücke eine Volksschule zu errichten. Doch auch diese Planung blieb ohne Realisierung. Erst 1972 kommt es unter Abtrennung des Parks zum Verkauf der Ruine an den Architekten Friedrich Wilhelm Kraemer. Bis 1974 lässt dieser das Haus unter moderner Gestaltung der Gartenfront aber sonstiger Erhaltung der überkommenen Altbausubstanz wieder aufbauen. Neben einer Privatwohnung befindet sich in dem Gebäude u. a. das von dem Sohn Kraemers, Kaspar Kraemer begründete Architekturbüro „Kaspar Kraemer Architekten BDA“. Der „Sancta-Clara-Keller“ wird als Veranstaltungsraum genutzt und findet auch zu Konzerten und festlichen Anlässen Verwendung. So unter anderem zur 700-Jahr-Feier der Weihe des Sancta-Clara-Klosters im Beisein des damaligen Ministerpräsidenten Jürgen Rüttgers, des Oberbürgermeisters Fritz Schramma und des Weihbischofs Heiner Koch am 12. August 2006.
Das Gebäude wurde am 7. Mai 1985 unter Denkmalschutz gestellt (Nr. 2952).

## Beschreibung
Das Gebäude wurde unter Verwendung eines zentralen Gebäudes des vormaligen Klosters St. Clara in den Jahren 1820 bis 1822 in klassizistischen Formen überarbeitet und umgebaut. Einbezogen wurde dabei der Gewölbekeller des ehemaligen Parfusenhofes aus dem Anfang des 13. Jahrhunderts. Der zweigeschossige Bau hat eine fein proportionierte und mit einem bänderartigen Quaderputz versehene Fassade mit neun Fensterachsen und einem breiten übergiebeltem Auszug. Der für klassizistische Kölner Wohnhäuser sonst nicht belegte ungewöhnliche Putz entstand möglicherweise erst bei einem weiteren Umbau unter Einbeziehung der Altbauten Am Römerturm 3 und 5 um 1880/82. Das Gebäude gilt als das einzige nach den schweren Zerstörungen des Zweiten Weltkriegs erhaltene klassizistische Wohnhaus in der Kölner Altstadt.